# Savages FC Pietermaritzburg
Savages FC Pietermaritzburg werd opgericht in 1882, en is de oudste voetbalclub van Zuid-Afrika, en een van de oudste van het continent Afrika.

## Geschiedenis
De huidige Savages FC Pietermaritzburg vindt z'n origine bij de Engelse voetbalclub met dezelfde naam.
Opgericht in 1882 door Engelse immigranten, speelden ze oorspronkelijk in zwarte trui, broek en kousen.
Bij de eerste prominenten leden telden men o.a. Governor General of Natal dhr Justice Beaumont.
Een van de eerste wedstrijden dat Savages FC PMB speelden, was op 29 augustus, 11 september en 26 september 1882, tegen Hilton College en Ramblers FC. In die tijd speelde men nog onder zowel rugby als associated football-regels.
In de zomer van 2017, trad de club toe tot de prestigieuze Club of Pioneers, ter ere van het 135-jarig bestaan van de club.

## Erelijst
- Natal Province Challenge Cup in 1982, 1994
- Charity Cup in 1897